# Región del Este (Macedonia del Norte)
La Región del Este es una de las ocho regiones estadísticas existentes dentro del territorio de Macedonia del Norte. Esta región se encuentra en la parte este del país, compartiendo fronteras con Bulgaria. Limita internamente con las regiones estadísticas de Vardar, Sudeste, Noreste y con la Región de Skopie.

## Municipalidades
El territorio de esta región abarca trece municipalidades, que conforman la división administrativa de este país balcánico:
1. Berovo
2. Češinovo-Obleševo
3. Delčevo
4. Karbinci
5. Kočani
6. Lozovo
7. Makedonska Kamenica
8. Pehčevo
9. Probištip
10. Štip
11. Sveti Nikole
12. Vinica
13. Zrnovci